# قطعنامه ۱۶ شورای امنیت
قطعنامه ۱۶ شورای امنیت سازمان ملل متحد که در تاریخ ۱۰ ژانویه ۱۹۴۷ تصویب شد، سندی بین‌المللی دربارهٔ به رسمیت شناختن منطقهٔ آزاد بی‌طرف اطراف شهر تریسته ایتالیا است. این قطعنامه طی نشست ۹۱ام با ۱۰ موافق، ۰ مخالف و ۱ ممتنع مصوب شد.